# Mariusz Mięsikowski
Mariusz Mięsikowski (ur. 5 listopada 1962 roku w Toruniu) – oficer polskiej Marynarki Wojennej w stopniu komandora, doktor nauk technicznych, nawigator, zastępca dowódcy ORP "Iskra" w rejsie dookoła kuli ziemskiej (1995–1996), w latach 2007-2017 był zastępcą komendanta ds. ogólnych a następnie prorektorem ds. wojskowych Akademii Marynarki Wojennej.

## Wykształcenie
Mariusz Stanisław Mięsikowski w latach 1982–1987 uzyskał tytuł zawodowy magistra inżyniera nawigatora na Wydziale Nawigacji i Uzbrojenia Okrętowego Wyższej Szkoły Marynarki Wojennej im. Bohaterów Westerplatte w Gdyni. W okresie od 1996 do 2000 roku odbył stacjonarne studia doktoranckie na Wydziale Inżynierii, Chemii i Fizyki Technicznej Wojskowej Akademii Technicznej im. Jarosława Dąbrowskiego w Warszawie. Promotorem jego rozprawy doktorskiej, zatytułowanej "Wpływ ruchu okrętu na dokładność wskazań analitycznego kompasu żyroskopowego typu strapdown" był kmdr prof. dr hab. inż. Andrzej Felski, została obroniona przed Radą Wydziału Nawigacji i Uzbrojenia Okrętowego Akademii Marynarki Wojennej w 2000 roku. Ukończył również kurs specjalistyczny w Ośrodku Szkolenia Taktycznego i Uzbrojenia Królewskiej Marynarki Wojennej Danii w Kopenhadze (ang. Royal Danish Naval Tactical and Weapons School).

## Służba wojskowa
Pierwsze stanowisko po ukończeniu Wyższej Szkoły Marynarki Wojennej – dowódcy działu okrętowego II artyleryjskiego – objął na okręcie szkolnym ORP "Wodnik" projektu 888. Następnie był na tej jednostce dowódcą działu okrętowego IV/V łączności i obserwacji technicznej. W 1990 roku został zastępcą dowódcy barkentyny ORP "Iskra" projektu B79/II pod dowództwem kmdr. ppor. Czesława Dyrcza. W 1993 roku otrzymał uprawnienia do dowodzenia okrętem. W latach 1995–1996 na pokładzie "Iskry" brał udział w pierwszym rejsie polskiego okrętu dookoła kuli ziemskiej, przy okazji zlotu żaglowców Sail Indonezja '95. Wielokrotnie uczestniczył także w międzynarodowych regatach żeglarskich takich jak Tall Ships' Races czy Columbus Regatta. 
W 2000 roku rozpoczął służbę w Instytucie Nawigacji i Hydrografii Akademii Marynarki Wojennej. Początkowo był zatrudniony na stanowiskach starszego wykładowcy i adiunkta w dyspozycji naukowo-dydaktycznej, później został kierownikiem Zakładu Systemów Nawigacyjnych. W 2006 roku wyznaczono go p.o. dyrektora Instytutu Nawigacji i Hydrografii w związku z objęciem przez kmdr. dr. hab. inż. Cezarego Spechta, prof. nadzw. AMW stanowiska komendanta-dziekana Wydziału Nawigacji i Uzbrojenia Okrętowego. W 2007 roku został zastępcą komendanta a później prorektorem ds. wojskowych Akademii Marynarki Wojennej. Funkcję pełnił do 2017 roku.

## Praca naukowa
Komandor Mięsikowski jest specjalistą w zakresie urządzeń nawigacyjnych, systemów nawigacyjnych, manewrowania jednostkami pływającymi oraz bezpieczeństwa nawigacji. Brał udział we wdrożeniu Zespołu Okrętowych Systemów Nawigacyjno-Manewrowych w ramach Laboratorium Morskiego Doskonalenia Zawodowego. Od 2000 do 2007 roku był ławnikiem w Izbie Morskiej przy Sądzie Okręgowym w Gdańsku z siedzibą w Gdyni oraz członkiem sekcji szkolenia zawodowego i obowiązków wachtowych Ośrodka ds. IMO przy Polskim Rejestrze Statków. Zasiada w Senacie Akademii Marynarki Wojennej i Radzie Wydziału Nawigacji i Uzbrojenia Okrętowego. Ponadto jest członkiem Sekcji Nawigacji przy Komitecie Geodezji PAN, Polskiego Towarzystwa Nautologicznego oraz kapituły Bractwa Kaphornowców.

## Publikacje
- Mariusz Mięsikowski, praca zbiorowa, Estymacja pozycji radarowej obiektu ruchomego na potrzeby służby VTS oraz systemu nadzoru ruchu MW
- Mariusz Mięsikowski, Tomasz Praczyk, Estymacja pozycji radarowej obiektu ruchomego na potrzeby służby VTS
- Mariusz Mięsikowski, EGNOS-accuracy performance in Poland
- Mariusz Mięsikowski, Tomasz Praczyk, Koncepcja autonomicznego przybrzeżnego systemu pozycjonowania
- Mariusz Mięsikowski, Some aspect of using the master bridge simulator for a shiphandling training and for an exam of aids to navigation system
- Mariusz Mięsikowski, Benefits and limits of the AIS system for safety of navigation on the Polish Costal Waters
- Mariusz Mięsikowski, Janusz Posiła, Kompas żyroskopowy z korekcją zewnętrzną (GKU-2)

## Odznaczenia
- Srebrny Medal „Siły Zbrojne w Służbie Ojczyzny”
- Srebrny Medal „Za zasługi dla obronności kraju”
- Medal Komisji Edukacji Narodowej